# Sântămăria-Orlea
Sântămăria-Orlea là một xã thuộc hạt Hunedoara, România. Dân số thời điểm năm 2002 là 3536 người.